# PERSONZ BEST
『PERSONZ BEST』（パーソンズ・ベスト）は、日本のロックバンド、PERSONZの2枚目のベスト・アルバムである。制作にはPERSONZのメンバーは関わっていない作品である。

## 収録曲

### Disc-1
1. Freedom World
 （作詞：JILL / 作曲：渡邉貢 / 編曲：PERSONZ）
2. REMEMBER (Eyes Of Children)
 （作詞：JILL / 作曲：渡邉貢 / 編曲：PERSONZ）
3. RomanEsque-HeartAche
 （作詞：JILL / 作曲：本田毅 / 編曲：PERSONZ）
4. Welcome To This Time
 （作詞：JILL / 作曲：藤田勉 / 編曲：PERSONZ）
5. CAN'T STOP THE LOVE
 （作詞：JILL / 作曲：渡邉貢 / 編曲：PERSONZ）
6. 鏡の中のLABYRINTH
 （作詞：JILL / 作曲：本田毅 / 編曲：PERSONZ）
7. RESTLESS SUNDAY
 （作詞：JILL / 作曲：本田毅 / 編曲：PERSONZ）
8. BE HAPPY
 （作詞：JILL / 作曲：渡邉貢 / 編曲：PERSONZ）
9. ESCAPE GENERATION
 （作詞：JILL / 作曲：藤田勉 / 編曲：PERSONZ）
10. LOVE IN THE DARKNESS
 （作詞：JILL / 作曲：本田毅 / 編曲：PERSONZ）
11. MIGHTY BOYS-MIGHTY GIRLS
 （作詞：JILL / 作曲：本田毅 / 編曲：PERSONZ）
12. 7COLORS（Over The Rainbow）
 （作詞：JILL / 作曲：渡邉貢 / 編曲：PERSONZ）
13. BELIEVE（Album Version）
 （作詞：JILL / 作曲：本田毅 / 編曲：PERSONZ）
14. WONDERFUL MEMORIES
 （作詞：JILL / 作曲：渡邉貢 / 編曲：PERSONZ）

### Disc-2
1. DEAR FRIENDS (Single Version)
 （作詞：JILL / 作曲：渡邉貢 / 編曲：PERSONZ）
2. Fallin' Angel〜嘆きの天使〜
 （作詞：JILL / 作曲：渡邉貢 / 編曲：PERSONZ）
3. Dreamers
 （作詞：JILL / 作曲：渡邉貢 / 編曲：PERSONZ）
4. One More Dream
 （作詞：JILL / 作曲：藤田勉 / 編曲：PERSONZ）
5. Special Sparklin' Hearts
 （作詞：JILL / 作曲：本田毅 / 編曲：PERSONZ）
6. Singin' In The Rain
 （作詞：JILL / 作曲：渡邉貢 / 編曲：PERSONZ）
7. PRECIOUS LOVE
 （作詞：JILL / 作曲：渡邉貢 / 編曲：PERSONZ）
8. SWEET DREAMS
 （作詞：JILL / 作曲：藤田勉 / 編曲：PERSONZ）
9. PRIVATE REVOLUTION
 （作詞：JILL / 作曲：渡邉貢 / 編曲：PERSONZ）
10. GOD BLESS YOUR LOVE
 （作詞：JILL / 作曲：渡邉貢 / 編曲：PERSONZ）
11. TRUE LOVE (涙にぬれて…)
 （作詞：JILL / 作曲：渡邉貢 / 編曲：PERSONZ）
12. 誰かがあなたを愛してる
 （作詞：JILL / 作曲：渡邉貢 / 編曲：PERSONZ）

## 品番
CD: TECN-45246-45247